# Передове (Сімферопольський район)
Передове́ (крим. Peredove, до 1948 року — 41-а переселенська ділянка) — село (до 2009 — селище) в Україні, Сімферопольському районі Автономної Республіки Крим.
Відстань від райцентру становить 24 кілометрів по прямій.